# Juan Escoiquiz

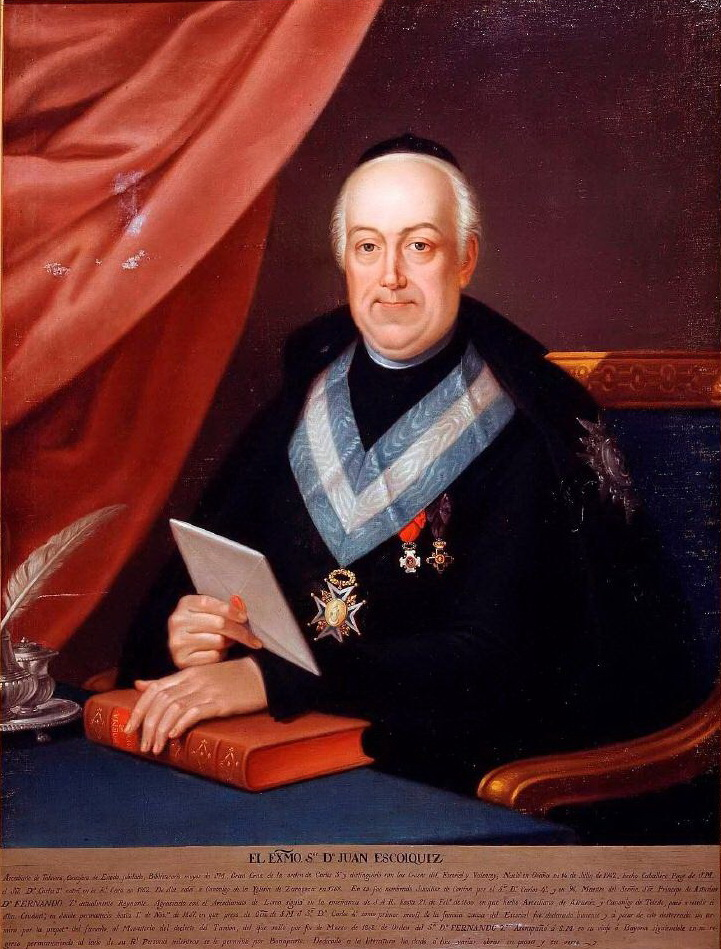
Portrait of Juan Escoiquiz by José de Madrazo

Juan Escoiquiz Morata, född 17 mars 1762, död 27 november 1820, var en spansk romersk-katolsk präst och politiker.
Escoiquiz var lärare till prins Ferdinand, senare Ferdinand VII, på vilken han utövade ett stort inflytande och vilken 1808 utnämnde honom till statsråd. I enlighet med sin framstegsvänliga grundåskådning försökte han förmå Ferdinand att ansluta sig till Napoleon I:s politik och rådde honom att samma år resa till mötet i Bayonne, där Napoleon bemäktigade sig Spaniens krona. Efter Ferdinands återkomst till Madrid föll Escoiquiz 1814 i onåd.